# شوکی لوی
شوکی لوی (عبری: שוקי לוי‎؛ زادهٔ ۳ ژوئن ۱۹۴۷) یک آهنگساز اهل اسرائیل است.